# Lučatín
Lučatín – wieś (obec) na Słowacji położona w kraju bańskobystrzyckim, w powiecie Bańska Bystrzyca.

## Położenie
Leży w dolinie Hronu. Zabudowania wsi rozłożyły się dość zwarcie w niewielkiej kotlinie Hronu, tuż poniżej ujścia do niego jego lewobrzeżnego dopływu Hutná. Przez miejscowość przebiega linia kolejowa 172 Banská Bystrica – Červená Skala oraz droga krajowa I kategorii nr 66.

## Historia
Pierwsze wzmianki o miejscowości pochodzą z roku 1424.

## Demografia
Według danych z dnia 31 grudnia 2010, wieś zamieszkiwało 650 osób, w tym 326 kobiet i 324 mężczyzn.
W 2001 roku rozkład populacji względem narodowości i przynależności etnicznej wyglądał następująco:
- Słowacy – 97,67%
- Czesi – 0,90%
- Polacy – 0,18%
- Romowie – 0,72%
- Ukraińcy – 0,18%